# Khiaodah
Khiaodah (Khianda) fou un petit estat tributari protegit a la residència de Gwalior abans de la subagència de Guna (Goona). Fou originalment part del principat d'Umri però fou reconegut pels britànics com entitat separada i des de llavors el seu thakur no fou feudatari de Gwalior. El formaven 7 pobles amb una població el 1881 de 1.184 habitants, i uns ingressos estimats de 300 lliures.